# Rimavská Sobota
Rimavská Sobota (maďarsky Rimaszombat, německy Großsteffelsdorf) je město na řece Rimavě na jižním Slovensku, patřící k Banskobystrickému kraji, v historickém regionu Malohont. Žije zde přibližně 22 tisíc obyvatel. Rimavská Sobota je administrativní a hospodářské středisko okresu a okolí. Ve městě převažuje obyvatelstvo slovenské (60 %) a maďarské (35 %) národnosti.

## Název
- 1270 – Rymos Zumbota
- 1321 – Ryma Zumbath
- 1387 – Rymaszombatya
- 1773 – Rimavská Sobota
- 1786 – Rimavská Sobota, maď. Rimaszombat

## Historie

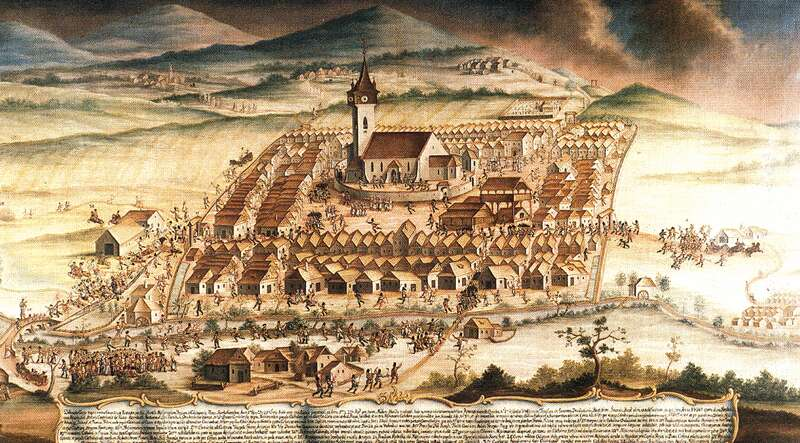
Veduta města z roku 1769

Území v blízkosti Rimavské Soboty bylo osídleno již během pravěku, a to v době bronzové, archeologické nálezy pocházejí z období pilinské kultury, halštatského období, a také z doby římské.
První středověkou osadu, existující již za krále Gézy v letech 1074–1079, zničili Mongolové. První písemná zmínka o obci pochází z roku 1268 z listiny kancléře Štefana, v níž je osada nazvána Rymboa Zumbota. Název odkazuje k právu sobotního trhu. Městská práva obec získala roku 1334. Mezi lety 1441–1460 byla obsazena husitskými oddíly Jana Jiskry a bratříky, kteří zde vybudovali pevnost Sobôtka a vyjednávali s uherským regentem Janem Hunyadym.
V roce 1508 město vyhořelo. K jeho obnově byl pozván italský architekt, který vytvořil šachovnicový půdrys města. Od poloviny 16. století do roku 1601 město podléhalo turecké nadvládě Osmanské říše a trpělo nájezdy loupeživých Martalovců. V roce 1668 je císař Leopold I. připojil k habsburské říši a povýšil na královské město. Roku 1735 císař Karel VI. městu k domobraně udělil právo meče.
Roku 1792 zde osvícenci založili jednu z prvních vědeckých společností na Slovensku. V 19. století bylo město sídlem Gemersko-malohonstké župy (do té doby centrem Malohontu). 26. prosince 1805 zde na útěku z prohrané bitvy u Slavkova přenocoval zraněný generál Kutuzov. V revolučním roce 1848 Rimavská Sobota vystrojila pro maďarské revoluční vojsko 220 vojáků a 28 příslušníků národní gardy. V únoru 1849 tábořilo ve městě několik dní císařské vojsko. V srpnu 1849 zde operovali slovenští dobrovolníci pod velením plukovníka H. Lewartowského, resp. pod veleními Štefana Marko Daxnera a Jána Francisci. Památku maďarských revolucionářů připomíná bronzový pomník básníka Sándora Petőfiho. Š. M. Daxner zde pak byl zástupcem státního komisaře Gemersko-malohontské župy a později působil jako druhý podžupan této župy.
Za první republiky se město hospodářsky příliš nerozvíjelo. V letech 1938 až 1944 bylo (na základě první vídeňské arbitráže) součástí  Maďarského království. Obyvatelé židovské národnosti byli posláni do koncentračních táborů, z kterých se nevrátilo 726  osob. Dne 21. prosince 1944 bylo město osvobozeno vojsky 2. ukrajinského frontu. Maďarské obyvatelstvo bylo podle Benešových dekretů v letech 1945–1946 vystěhováno. V roce 1948 byla k Rimavské Sobotě pripojena obec Tomašová, nyní městská část s rodinnou zástavbou. V období socialismu bylo město silně přestavěno a industrializováno. V roce 1986 zde byla zbourána synagoga.
V roce 2001 Mezinárodní astronomická unie pojmenovala planetku 20495 na počest slovenského města Rimavská Sobota. Model planetky se nachází v parku hvězdárny.
Dne 3. května 2007 byla zrušena železniční trať Rimavská Sobota – Poltár.

## Obyvatelstvo
V Rimavské Sobotě žije obyvatelstvo těchto národností:
- Slováci 54,0 %
- Maďaři 29,6 %
- Romové 1 %
- Češi 0,5 %

## Obecní správa

### Části města
Městské části: Bakta, Dúžava, Kurinec, Mojín (historicky Majom), Nižná Pokoradz, Sabová, Sobôtka, Včelinec, Tomašová, Vinice, Vyšná Pokoradz
Sídliště: Rimava, Západ, Rožňavská
Ostatní části: Chrenovisko, Šibeničný vrch

### Symboly města
Symboly města jsou:
- Znak
- Vlajka
- Pečeť
- Kombinovaná korouhev
- Řetěz primátora
- Standarta primátora

Znak městu udělil uherský král Zikmund Lucemburský při své návštěvě v roce 1387. Znak zobrazuje černou rozkřídlenou orlici s červenou zbrojí na stříbrném štítu. Z barev znaku je odvozená i současná černo-červeno-bíla vlajka města.

## Hospodářství a doprava
Rimavská Sobota je okresní město, administrativní a průmyslové centrum okresu. Průmysl zastupují konzervárna, mlékárna, masné závody. Pivovar Gemer a továrna na tabákové výrobky byly zrušeny. Kulturní život města kromě příležitostných festivalů zastupuje Gemersko-malohontské muzeum, věnované Gemerskému a Malohontskému regionu.
Město leží na železniční trati Brezno – Jesenské (trať číslo 174) a na evropské silnici E58. Ve městě funguje MHD formou čtyř autobusových linek (1, 2, 3, 4).

## Školství
Ve městě se nachází tyto střední školy:
- Gymnázium
- Obchodní akademie
- Střední zemědělská škola

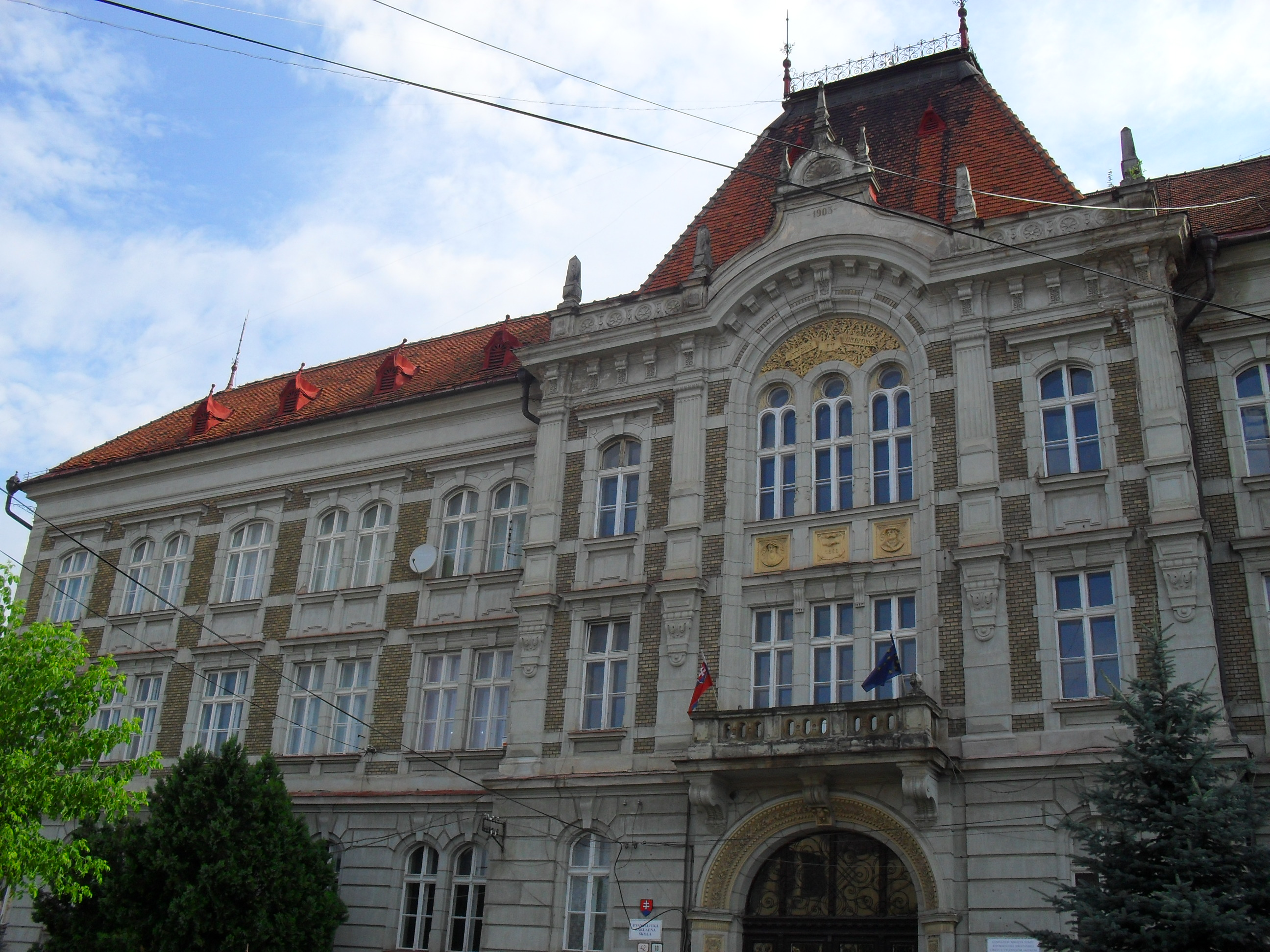
Budova reformního gymnázia

- Střední průmyslová škola potravinářská
- Střední odborné učiliště zemědělské
- Střední odborné učiliště zemědělsko-potravinářské
- Střední odborné učiliště služeb
- Střední odborné učiliště strojírenské
- Soukromá konzervatoř

## Pamětihodnosti

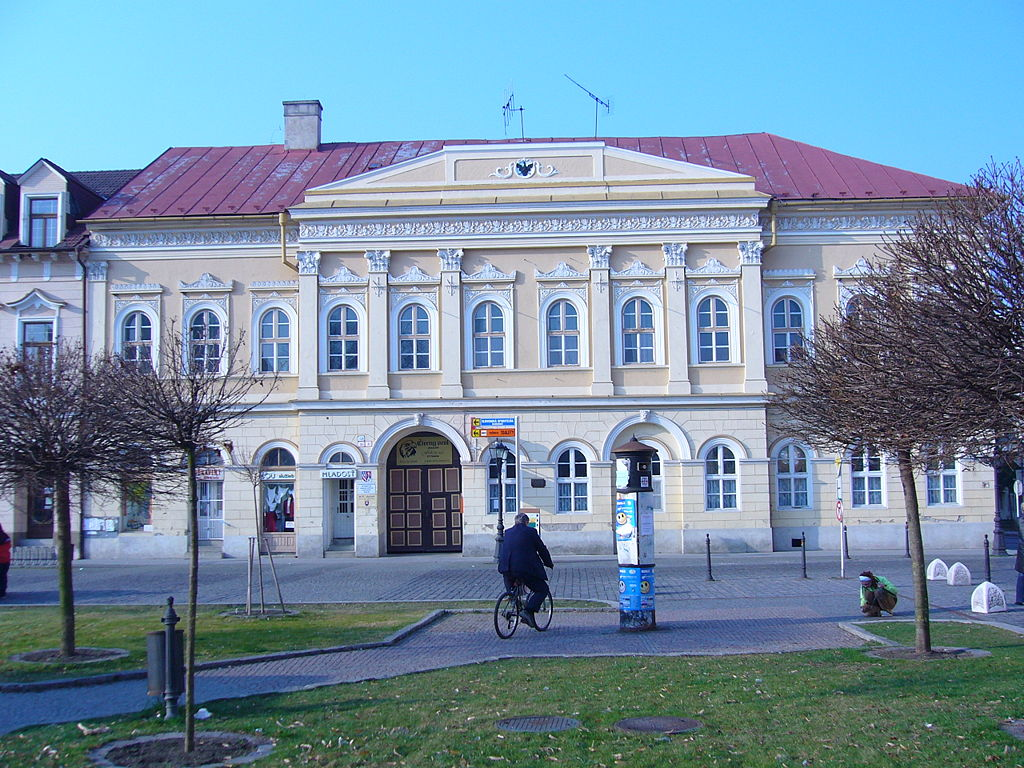
Župní dům (Čierny orol) Gemersko-malohontskej župy

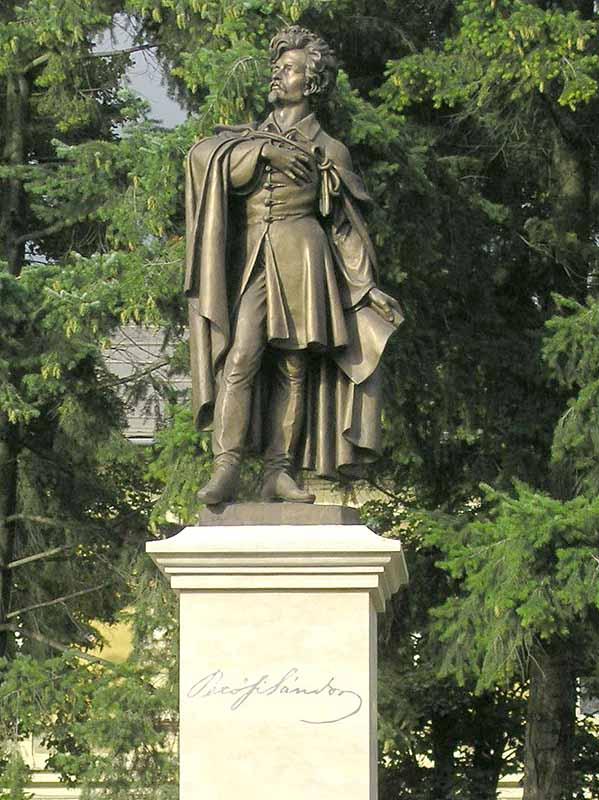
Pomník Sándora Petöfiho

- historizující budova župního domu Malohontské župy, francouzského slohu z roku 1798, na Hlavním náměstí
- klasicistní budova župního domu (Čierny orol) Gemersko-malohontské župy, z roku 1849  na Hlavním náměstí
- klasicistní budova župního domu Gemersko-malohontské župy, z roku 1901, na náměstí Mihálya Tompu
- budova Uherského královského soudu z roku 1887, teď okresní soud
- klasicistní kostel sv. Jan Křtitele z roku 1790 na Hlavním náměstí
- barokně klasicistní kalvínský kostel z roku 1784 na Hlavním náměstí, hrob uherského sochaře Ištvána Ferénczyho
- luteránský kostel z roku 1832 stojí v Cukrovarské ulici
- klasicistní budova radnice z roku 1801
- fragmenty tureckého mostu z roku 1553
- historizující budova reformního gymnázia
- hvězdárna z roku 1975
- Gemersko-malohontské muzeum se stálou expozicí, patří mezi nejstarší muzea na Slovensku. Vzniklo roku 1882. Původním sídlem muzea do roku 1910 byla budova bývalého Malohontského župního domu na Hlavním náměstí. Dnes se nachází v budově bývalých kasáren, postavených roku 1850. Muzeum se specializuje na dokumentaci, výzkum a získávání sbírek z historie, archeologie, etnologie, výtvarné umění, přírodní vědy a romská kultura regionu Gemer a Malohont. Bohaté sbírkové fondy muzea společenských a přírodních věd doplňuje rozsáhlý historický knižní fond. Celkový sbírkový fond přesahuje počet 93 000 předmětů.

### Pomníky a busty

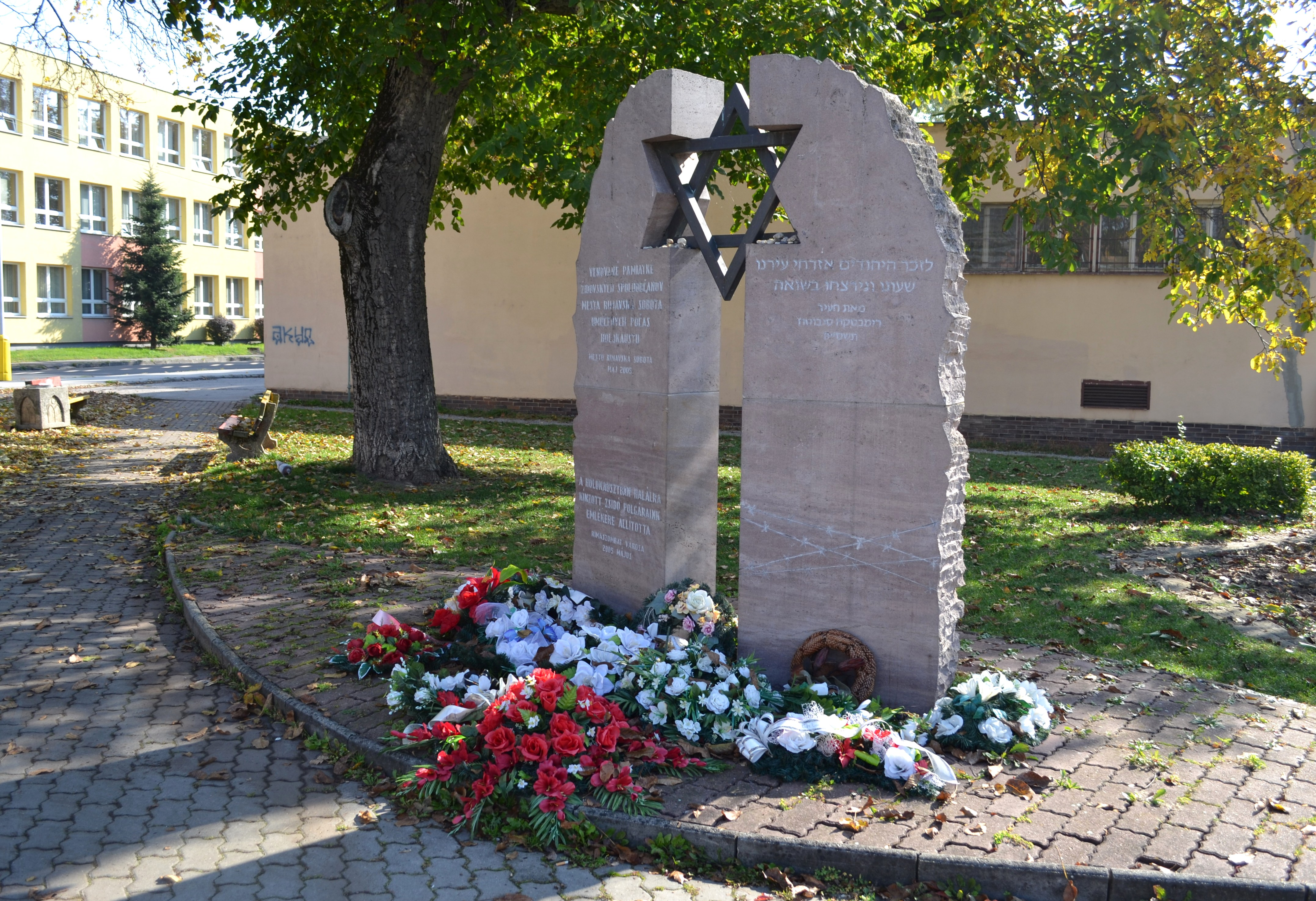
Památník obětem holocaustu

- Sousoší básníků Jána Francisci-Rimavského a Michala Miloslava Bakulínyho
- Lujza Blaha (herečka)
- Sándor Petőfi (básník)
- Mihály Tompa (básník)
- Štefan Marko Daxner (Štúrovec)
- Busta Ivana Kraska
- Busta Jána Botta
- Památník obětem holocaustu

## Osobnosti

### Rodáci
- Jaroslav Bakala (1931–2008), český historik
- Pavel Berky (* 1986), módní návrhář
- Lujza Blaha (1850–1926), herečka a zpěvačka
- Štefan Bolkay (1887–1930), zoolog, muzejník a entomolog
- Ernest Danko (* 1852), rómsky primáš[9]
- Štefan Hatvani (1718–1786), přírodovědec, lékař a polyhistor
- Eva Kováčová (1951–2010), básnířka
- Martina Moravčíková (* 1988), česká plavkyně, olympionička
- Zoltán Pálkovács (1981–2010), slovenský judista, olympionik
- Ilma Rakusa (* 1946), švýcarská spisovatelka a překladatelka
- Peter Sever (1924–2004), spisovatel, scenárista, publicista, dramatik, překladatel a autor literatury pro děti a mládež
- Viktor Szombathy (1902–1987), spisovatel, překladatel, redaktor.
- Mihály Tompa (1819–1868), básník

### Rezidenti
- Karel Augusta (1883–1974), český malíř
- Vladimír Mináč (1922–1996), žák zdejšího gymnázia

## Partnerská města
- Kolín, Česko
- Ózd, Maďarsko
- Tiszaújváros, Maďarsko
- Salonta, Rumunsko
- Świętochłowice, Polsko